# You Still Believe in Me
«You Still Believe in Me»  é uma canção escrita por Brian Wilson e Tony Asher para a banda estadounidense The Beach Boys, é a segunda canção do álbum Pet Sounds de 1966.

## Composição
A canção está composta no tom de B maior, e conta com o uso frequente da progressão ii–V–I (seis repetições ininterrumpidas de B-C♯m-F♯7). O coro compõe-se de conformes compostos, como G♯m/C♯, C♯m/B, e G♯m/F♯ (conhecidos como conformes Slash) resolvendo inusualmente à vi, G maior, antes de começar de novo em B.
É a segunda canção de Pet Sounds. Foi composta como quase todas as canções deste álbum por Brian Wilson no que a música se refere, e com Tony Asher na escritura das letras. Esta foi a primeira canção de Pet Sounds em ter nos créditos a Tony Asher na escritura da mesma.
A voz líder nesta canção é só a de Brian, o grupo esta de fundo com coros ao estilo dos villancicos navidenho. "You Still Believe in Me"  a chamar originalmente "In My Childhood". Ao final da canção pode-se escutar uma bozina de bicicleta e um sino que actuam como uma lembrança da infância, no tema original, isto não pôde ser editado fora da pista original, e em mudança foi deixada assim.
Na versão em mono desta canção, a voz principal não é só de Brian, senão de Brian e Carl Wilson. Na nova versão digitalizada desta canção, a voz é únicamente de Brian, isto se deve a que não se encontrou material para a voz de Carl.

## Gravação
Para conseguir o som na introdução, Tony Asher explicou que: "Estávamos a tratar de fazer algo que soaria mais ou menos, suponho, como um clavicórdio, mas um pouco mais etérico que isso. Eu estava a pulsar as sensatas me inclinando dentro do piano e Brian ficou impressionado por como soavam as notas no teclado quando rasgava as cordas. Rasgue as cordas com clips de papel, forquilhas, alfinete e várias outras coisas até que Brian já tinha o som que queria".
A pista instrumental registou-se a 1 de novembro 1965 e 24 de janeiro de 1966, nos estudos United Western Recorders. As pistas vocais gravaram-se entre janeiro e fevereiro 1966.

## Publicações
Foi publicada no álbum de estudo Pet Sounds de 1966, no box set de sucesso Good Vibrations: Thirty Years of The Beach Boys de 1993 e no álbum triplo inglês Platinum Collection: Sounds of Summer Edition de 2005.

### Ao vivo
Esta canção foi interpretada ao vivo e apareceu no álbum The Beach Boys in Concert de 1973 e Brian Wilson a toca ao vivo e ficou registada no álbum Pet Sounds Live de 2002.

## Créditos
- Hal Blaine - bateria
- Jerry Cole - guitarra
- Al de Lory - clavicórdio
- Steve Douglas - clarinete
- Bill Green - saxofone
- Jim Horn - saxofone
- Al Jardine - vocal
- Plas Johnson - saxofone
- Bruce Johnston - vocal
- Carol Kaye - baixo elétrico
- Barney Kessel - guitarra
- Mike Love - vocal
- Jay Migliori - clarinete baixo
- Lyle Ritz - contrabaixo
- Billy Strange - guitarra
- Julius Wechter - percussão, incluído tímpanos
- Jerry Williams - percussão
- Brian Wilson - líder vocal
- Carl Wilson - vocal
- Dennis Wilson - vocal